# Torneig d'Històrics del Futbol Català 2015
La XXXa edició del Torneig d'Històrics del Futbol Català fou organitzada pel Futbol Club Martinenc. Es disputà a principis d'agost de 2015 al camp municipal del Guinardó. Hi participaren 12 clubs repartits en quatre grups de 3 equips que s'enfrontaren en eliminatòries triangulars (tres partits de 45 minuts) amb els vencedors de cada grup avançant vers les semifinals i final, jugades a 90 minuts. El Centre d'Esports L'Hospitalet es proclamà per primer cop campió del torneig, guanyant la final davant l'Esport Club Granollers, que hi debutava. Aquesta edició es caracteritzà per les sorpreses a la fase de grups, ja que en els tres primers dies de competició, els tres equips més modestos aconseguiren passar a les semifinals. Només un equip de Segona Divisió B, l'Hospitalet, que al capdavall seria campió, aconseguia superar a la quarta jornada els seus rivals de grup. El seu jugador Javi Pérez fou guardonat amb l'MVP del torneig. S'introdueixen un parell de novetats a la competició: a la fase de grups, els caps de sèrie passen a jugar el segon i tercer partit, per evitar que al darrer partit ja estigui tot decidit; i es recupera la jornada del divendres com a dia de descans per evitar que si del Grup 4 surt un finalista hagi de jugar tres dies seguits.

## Distribució de grups
| Grup 1        | Grup 2        | Grup 3         | Grup 4          |
| ------------- | ------------- | -------------- | --------------- |
| CE Júpiter    | EC Granollers | UE Sants       | FC Martinenc    |
| FC Vilafranca | CE Europa     | UE Rubí        | CF Montañesa    |
| UE Cornellà   | CF Badalona   | UE Sant Andreu | CE L'Hospitalet |

|  | Campió vigent    |
|  | Cap de sèrie     |
|  | Debutant         |
|  | Primera Catalana |
|  | Tercera Divisió  |
|  | Segona Divisió B |

## Resultats i classificacions
| Grup 1 |

| 3 agost 2015             | CE Júpiter                                                                              | 0 – 0                                | FC Vilafranca                                                                      | El Guinardó, Barcelona                                                                          |                                                       |
| 18:00                    | Víctor Adrià, Sergi, Marc Ahufinger, Manu Mika Mechi, Àlex Prats, Santolalla, Juan Kuku | Mundo Deportivo L'Esportiu Històrics | Kilian Arnau, Marcos, Aitor, Álex Bueno, Medina, Fran Stephan, Sergi Moreno, Gestí | Guinardó · 450 espectadors · Sergi Jacas Puig · Rubén Mancera Antón · Cristian López Carballo · |                                                       |
|                          |                                                                                         | Tanda de penals                      |                                                                                    |                                                                                                 |                                                       |
| Kuku · Mika · Àlex Prats | Kuku · Mika · Àlex Prats                                                                | 3 – 2                                | Bueno · (aturat) Sergi Moreno · (Panenka) Dani Medina                              | Bueno · (aturat) Sergi Moreno · (Panenka) Dani Medina                                           | Bueno · (aturat) Sergi Moreno · (Panenka) Dani Medina |

| 3 agost 2015 | UE Cornellà                                                                                      | 1 – 0                                            | FC Vilafranca                                                                                                | El Guinardó, Barcelona                                                                          |  |
| 19:00        | Bartu 36' Toni · Joel, Borja, Pelegrí, Karim · David García, Xemi, Gómez, Nicolás · Bartu, Enric | Mundo Deportivo L'Esportiu Històrics UE Cornellà | Miguel Ramos Fermí, Castillo, Fontanils, Guti Merchán, Maliev, Bueno Maldonado, Sergi Moreno, Santi Triguero | Guinardó · 450 espectadors · Rubén Mancera Antón · Cristian López Carballo · Sergi Jacas Puig · |  |

| 3 agost 2015 | UE Cornellà                                                                                    | 1 – 2                                            | CE Júpiter | El Guinardó, Barcelona                                                                          |  |
| 20:00        | Antonio 27' Marcos · Pere, Borja, Isaac, Pulido · Jaume, Antonio, Gómez, Víctor · Bartu, Enric | Mundo Deportivo L'Esportiu Històrics UE Cornellà | 10' 30' Pau Darbra Jesús Unzué · Adrià, Sergi, Reina, Santolalla · Mika · Josu, Anas, Vives, Pau Darbra · Kuku | Guinardó · 450 espectadors · Cristian López Carballo · Sergi Jacas Puig · Rubén Mancera Antón · |  |

|    |  |               | Punts | J | G | E | P | GF | GC | DG |
| -- |  | ------------- | ----- | - | - | - | - | -- | -- | -- |
| 1. |  | CE Júpiter    | 4     | 2 | 1 | 1 | 0 | 2  | 1  | 1  |
| 2. |  | UE Cornellà   | 3     | 2 | 1 | 0 | 1 | 2  | 2  | 0  |
| 3. |  | FC Vilafranca | 1     | 2 | 0 | 1 | 1 | 0  | 1  | 1  |
|    |  |               |       |   |   |   |   |    |    |    |

| Grup 2 |

| 4 agost 2015                                 | EC Granollers                                                                         | 0 – 0                                          | CE Europa                                                                                   | El Guinardó, Barcelona                                                                                   |                           |
| 18:00                                        | Joan Sergio González, Eloi, Suárez, Font Burgos, Rugi Didi, Marcelo, Ricky Diego Novo | Mundo Deportivo L'Esportiu Històrics CE Europa | Fer Rubi, Cano, David López, Alegre Josa, Fran Bea, Padilla Pedro Bilbao, Abel Rita, Lozano | Guinardó · 450 espectadors · Daniel Galera Serrano · Vicente Alexandre Muñoz Baquero · Brian Díaz Díaz · |                           |
|                                              |                                                                                       | Tanda de penals                                |                                                                                             | |                           |
| Diego Novo (aturat) · Burgos (aturat) · Didi | Diego Novo (aturat) · Burgos (aturat) · Didi                                          | 1 – 3                                          | Padilla · Cano · Fran Bea                                                                   | Padilla · Cano · Fran Bea                                                                                | Padilla · Cano · Fran Bea |

| 4 agost 2015 | CF Badalona                                                                                              | 0 – 1                                          | EC Granollers                                                                                     | El Guinardó, Barcelona                                                                                   |  |
| 19:00        | Marc Vito Carroza, Perona, Amantini, Fran Grima Bermúdez, Toni Lao Olmeda, Matheus, David Jiménez Raíllo | Mundo Deportivo L'Esportiu Històrics CE Europa | 06' Durán Ortega · Durán, Eloi, Bellavista, Font · Burgos, Héctor · Peque, Àlex Gil, Didi · Bauli | Guinardó · 450 espectadors · Brian Díaz Díaz · Daniel Galera Serrano · Vicente Alexandre Muñoz Baquero · |  |

| 4 agost 2015 | CF Badalona | 1 – 1                                          | CE Europa                                                                                            | El Guinardó, Barcelona                                                                                   |  |
| 20:00        | Joan Grasa 02' Morales · Fran Grima, Perona, Akrong, Rubén · Maestre, Eugeni · David Jiménez, Joan Grasa, Morgado · Xavi Civil | Mundo Deportivo L'Esportiu Històrics CE Europa | 40' Alberto Gianni · Dot, Alegre, Alberto, Cano · Uri, Guzmán · Rovira, Álex Fernández, Nils · Poves | Guinardó · 450 espectadors · Vicente Alexandre Muñoz Baquero · Daniel Galera Serrano · Brian Díaz Díaz · |  |

|    |  |               | Punts | J | G | E | P | GF | GC | DG |
| -- |  | ------------- | ----- | - | - | - | - | -- | -- | -- |
| 1. |  | EC Granollers | 4     | 2 | 1 | 1 | 0 | 1  | 0  | 1  |
| 2. |  | CE Europa     | 2     | 2 | 0 | 2 | 0 | 1  | 1  | 0  |
| 3. |  | CF Badalona   | 1     | 2 | 0 | 1 | 1 | 1  | 2  | 1  |
|    |  |               |       |   |   |   |   |    |    |    |

| Grup 3 |

| 5 agost 2015                                             | UE Sants | 2 – 0                                | UE Rubí                                                                        | El Guinardó, Barcelona                                                                                         |                                     |
| 18:00                                                    | Navarro 01' · Navas 21' Carlos · Fabregat, Fran, Alberto, Picolo · Crivillés, Guille · Cuadrillero, Gala, Navas · Navarro | Mundo Deportivo L'Esportiu Històrics | Jaume Bracons Gerard, Richi, Marc, Carrasco Jan, Tino, James, Jordi Max, Genís | Guinardó · 300 espectadors · David López Jiménez · Alejandro Carrillo Vílchez · Edwar Miguel Gonzales Moreno · |                                     |
|                                                          | | Tanda de penals                      |                                                                                | |                                     |
| Crivillés · Alberto · Cariaga (aturat) · Carlos (aturat) | Crivillés · Alberto · Cariaga (aturat) · Carlos (aturat)                                                                  | 2 – 3                                | (aturat) Richi · Genís · Jan · Tino                                            | (aturat) Richi · Genís · Jan · Tino                                                                            | (aturat) Richi · Genís · Jan · Tino |

| 5 agost 2015                                                                                      | UE Sant Andreu                                                                                    | 0 – 2                                | UE Rubí | El Guinardó, Barcelona                                                                                         |                                                                  |
| 19:00                                                                                             | Manu Xavi Jiménez, Borges, Carlos García, Guille Roca, Gerard, Joel, Agus Oriol, Carlos Martínez  | Mundo Deportivo L'Esportiu Històrics | 07' Pau Gené · 26' Estrada Juanmi · Adri, Carrasco, Campos, Joel · Genís, Tino, Aleix, Jan · Estrada, Pau Gené | Guinardó · 350 espectadors · Alejandro Carrillo Vílchez · Edwar Miguel Gonzales Moreno · David López Jiménez · |                                                                  |
|                                                                                                   |                                                                                                   | Tanda de penals                      | | |                                                                  |
| Oriol · Gerard · Carlos Martínez · Carlos García · Xavi Jiménez · Roca · Guille · Borges (aturat) | Oriol · Gerard · Carlos Martínez · Carlos García · Xavi Jiménez · Roca · Guille · Borges (aturat) | 7 – 8                                | Estrada · Tino · Aleix · Joel · Pau Gené · James · Campos · Marc                                               | Estrada · Tino · Aleix · Joel · Pau Gené · James · Campos · Marc                                               | Estrada · Tino · Aleix · Joel · Pau Gené · James · Campos · Marc |

| 5 agost 2015 | UE Sant Andreu                                                                          | 0 – 0                                | UE Sants                                                                          | El Guinardó, Barcelona                                                                                         |  |
| 20:15        | Manu Jordi Méndez, Joel, Carlos García, Guille Toni, Gerard, Alberto, Agus Oriol, Mario | Mundo Deportivo L'Esportiu Històrics | Joaquín Freixi, Castillo, Carrique, Arbulu Aleix, Manel Cura, Peque, Seco Cariaga | Guinardó · 350 espectadors · Edwar Miguel Gonzales Moreno · Alejandro Carrillo Vílchez · David López Jiménez · |  |

|    |  |                | Punts | J | G | E | P | GF | GC | DG |
| -- |  | -------------- | ----- | - | - | - | - | -- | -- | -- |
| 1. |  | UE Sants       | 4     | 2 | 1 | 1 | 0 | 2  | 0  | 2  |
| 2. |  | UE Rubí        | 3     | 2 | 1 | 0 | 1 | 2  | 2  | 0  |
| 3. |  | UE Sant Andreu | 1     | 2 | 0 | 1 | 1 | 0  | 2  | 2  |
|    |  |                |       |   |   |   |   |    |    |    |

| Grup 4 |

| 6 agost 2015             | FC Martinenc                                                                                          | 0 – 1                                | CF Montañesa | El Guinardó, Barcelona                                                                                    |                                                                    |
| 18:00                    | Álvaro Ayllón, Diego, Pau, Marc Gracia Roger Moreno, Xavi Pérez, Édgar, Silver Xavi Torrent, Casillas | Mundo Deportivo L'Esportiu Històrics | 23' Fran Fuentes Cócera · Santos, Fran Fuentes, Alberto García, Pere Segarra · Uri, Rubén, Jandro, Velillas · Dani Sánchez, Juanlu | Guinardó · 350 espectadors · Óscar Carballo Vázquez · Carlos Rodríguez Enrique · Bruno Montoro Ferreiro · |                                                                    |
|                          | | Tanda de penals                      | | |                                                                    |
| Diego · Casillas · Ángel | Diego · Casillas · Ángel                                                                              | 3 – 1                                | (aturat) Velillas · (Panenka a fora) Alberto García · Pere Segarra                                                                 | (aturat) Velillas · (Panenka a fora) Alberto García · Pere Segarra                                        | (aturat) Velillas · (Panenka a fora) Alberto García · Pere Segarra |

| 6 agost 2015 | CE L'Hospitalet | 3 – 0                                | FC Martinenc                                                                           | El Guinardó, Barcelona                                                                                    |  |
| 19:10        | Javi Pérez 06' · Rubén 14' · Ruibal 38' Javi · Óscar Sierra, Èric, Aleix Coch, Castell · Javi Pérez, Miki Martínez, Rubén, Boris · Ruibal, Xavi Puerto | Mundo Deportivo L'Esportiu Històrics | Álvaro Martí, Diego, Pau, Ayllón Álex, Xavi Pérez, Édgar, Casillas Sergi Arranz, Ángel | Guinardó · 350 espectadors · Bruno Montoro Ferreiro · Óscar Carballo Vázquez · Carlos Rodríguez Enrique · |  |

| 6 agost 2015 | CE L'Hospitalet | 1 – 0                                | CF Montañesa                                                                                       | El Guinardó, Barcelona                                                                                    |  |
| 20:15        | David López 06' (p.) Víctor · Dani Fernández, Aks, Savall, Medina · Miki Muñoz, Ton Alcover, David López, Roy · Guzmán, Torres | Mundo Deportivo L'Esportiu Històrics | Tato Santos, Dowi, Alberto García, Aleix Dalmau Uri, Rubén, Roldán, Insa Ba Dani Sánchez, Velillas | Guinardó · 350 espectadors · Carlos Rodríguez Enrique · Óscar Carballo Vázquez · Bruno Montoro Ferreiro · |  |

|    |  |                 | Punts | J | G | E | P | GF | GC | DG |
| -- |  | --------------- | ----- | - | - | - | - | -- | -- | -- |
| 1. |  | CE L'Hospitalet | 6     | 2 | 2 | 0 | 0 | 4  | 0  | 4  |
| 2. |  | CF Montañesa    | 3     | 2 | 1 | 0 | 1 | 1  | 1  | 0  |
| 3. |  | FC Martinenc    | 0     | 2 | 0 | 0 | 2 | 0  | 4  | 4  |
|    |  |                 |       |   |   |   |   |    |    |    |

| Semifinals |

| 8 agost 2015 | CE Júpiter                                                                           | 0 – 1                                | EC Granollers                                                                               | El Guinardó, Barcelona                                                                         |  |
| 18:00        | Víctor Adrià, Marc González, Mika, Reina Marc Ahufinger, Geri Josu, Vives, Juan Kuku | Mundo Deportivo L'Esportiu Històrics | 34' Bauli Ortega · Durán, Eloi, Suárez, Font · Rugi, Héctor · Didi, Àlex Gil, Ricky · Bauli | Guinardó · 350 espectadors · Jordi Molina Fernández · De la Iglesia Muñoz · Bernat Mas López · |  |

| 8 agost 2015                                                                | UE Sants | 1 – 1                                | CE L'Hospitalet | El Guinardó, Barcelona                                                                            |                                                                                               |
| 20:00                                                                       | Navarro 42' (p.) Carlos · Fabregat, Alberto, Picolo, Arbulu · Crivillés, Guille · Cura, Gala, Navas · Navarro | Mundo Deportivo L'Esportiu Històrics | 93' Boris Javi · Dani Fernández, Èric, Medina, Castell · Miki Martínez, Ton Alcover, Xavi Puerto, Roy · Ruibal, Rubén | Guinardó · 350 espectadors · David Congost Larrosa · Marc Padrós Baciero · Fèlix Colomer Vallès · |                                                                                               |
|                                                                             | | Tanda de penals                      | |                                                                                                   |                                                                                               |
| Castillo · Peque · Felip (aturat) · Fran (aturat) · Navarro · Seco (aturat) | Castillo · Peque · Felip (aturat) · Fran (aturat) · Navarro · Seco (aturat)                                   | 3 – 4                                | David López · Xavi Puerto · (al pal) Miki Muñoz · (aturat) Óscar Sierra · Javi Pérez · Savall                         | David López · Xavi Puerto · (al pal) Miki Muñoz · (aturat) Óscar Sierra · Javi Pérez · Savall     | David López · Xavi Puerto · (al pal) Miki Muñoz · (aturat) Óscar Sierra · Javi Pérez · Savall |

| Final |

| EC Granollers | 1 – 2                                                      | CE L'Hospitalet             |
| ------------- | ---------------------------------------------------------- | --------------------------- |
| Cano 86' (p.) | Mundo Deportivo Sport L'Esportiu Històrics CE L'Hospitalet | 19' Guzmán · 55' Javi Pérez |

| Granollers | Hospitalet |

| José Ortega             |     |     |
| David Durán             | 79' |     |
| Eloi Zamorano           | 19' | 58' |
| Ramon Suárez            |     |     |
| Gerard Font             |     | 58' |
| Marc Burgos             |     | 62' |
| Roger Martínez 'Rugi'   |     |     |
| Dídac Rodríguez 'Didi'  |     | 62' |
| Àlex Gil                |     | 45' |
| Ricky Alcántara         |     |     |
| Carlos Cano             | 63' |     |
| Reserves:               |     |     |
| Joan Guillamat          |     |     |
| Sergio González         |     | 58' |
| Héctor Miguel           |     | 62' |
| Roger Bellavista        |     | 58' |
| David Fernández 'Peque' |     |     |
| Marcelo Luna            |     | 45' |
| David Bauli             | 71' | 62' |
| Entrenador:             |     |     |
| Albert García           |     |     |

| Víctor Ibáñez   |     |     |
| Óscar Sierra    |     |     |
| Aleix Coch      |     |     |
| Guillem Savall  |     |     |
| Guillem Castell |     | 45' |
| Miki Muñoz      | 75' | 79' |
| Ton Alcover     |     | 70' |
| Iván Guzmán     |     | 45' |
| Javi Pérez      |     | 85' |
| David López     |     | 70' |
| Boris Garros    |     | 16' |
| Reserves:       |     |     |
| Javi Martínez   |     |     |
| Dani Fernández  |     |     |
| David Medina    |     | 79' |
| Aks             |     | 85' |
| Miki Martínez   |     | 70' |
| Rubén Carreras  |     | 45' |
| Xavi Puerto     |     |     |
| Roy Odiaka      |     | 16' |
| Raúl Torres     |     |     |
| Aitor Ruibal    |     | 70' |
| Èric Via        |     | 45' |
| Entrenador:     |     |     |
| Martí Cifuentes |     |     |

## Golejadors i millors jugadors
| Gols |                  |                 |
| ---- | ---------------- | --------------- |
| 2    | Javi Pérez       | CE L'Hospitalet |
|      | Sergio Navarro   | UE Sants        |
|      | Pau Darbra       | CE Júpiter      |
| 1    | Iván Guzmán      | CE L'Hospitalet |
|      | Carlos Cano      | EC Granollers   |
|      | Boris Garros     | CE L'Hospitalet |
|      | David Bauli      | EC Granollers   |
|      | David López      | CE L'Hospitalet |
|      | Aitor Ruibal     | CE L'Hospitalet |
|      | Rubén Carreras   | CE L'Hospitalet |
|      | Fran Fuentes     | CF Montañesa    |
|      | Sergi Estrada    | UE Rubí         |
|      | Pau Gené         | UE Rubí         |
|      | Pau Navas        | UE Sants        |
|      | Alberto González | CE Europa       |
|      | Joan Grasa       | CF Badalona     |
|      | David Durán      | EC Granollers   |
|      | Antonio Pelegrín | UE Cornellà     |
|      | David Bartumeus  | UE Cornellà     |
|      |                  |                 |

| Grup 1                   | Grup 2                   | Grup 3                 | Grup 4                  |
| ------------------------ | ------------------------ | ---------------------- | ----------------------- |
| Pau Darbra (Júpiter)     | José Ortega (Granollers) | Sergi Estrada (Rubí)   | Javi Pérez (Hospitalet) |
| Semifinal 1              | Semifinal 1              | Semifinal 2            | Semifinal 2             |
| David Bauli (Granollers) | David Bauli (Granollers) | Sergio Navarro (Sants) | Sergio Navarro (Sants)  |
| Final                    |                          |                        |                         |
| Javi Pérez (Hospitalet)  |                          |                        |                         |

## Fets destacats
- El Centre d'Esports L'Hospitalet s'estrena en el palmarès del torneig, convertint-se així en el 14è equip en assolir-lo.
- L'Esport Club Granollers s'afegeix a la llista de debutants finalistes igualant les actuacions de la Unió Esportiva Llagostera (2013) i Unió Esportiva Cornellà (2012), i quedant a un pas de la proesa del Club Esportiu Premià, que el 2006 va aixecar la copa en la seva primera participació.
- El porter granollerí José Ortega ha de jugar la final amb l'equipació del porter del Futbol Club Martinenc donada la coincidència de color amb la segona equipació de l'Hospitalet.
- Per segon any consecutiu, el defensor del títol ve de baixar de la Segona Divisió B. L'any passat el protagonista fou l'Associació Esportiva Prat i enguany s'ha repetit la situació amb la Unió Esportiva Sant Andreu, únic cap de sèrie que no pertany a aquesta categoria.
- El jugador del Club Esportiu Europa Alberto González marca el gol 1100 de la història del torneig.
- Els 16 gols marcats a la fase prèvia suposen el millor registre dels darrers sis anys.